# Iwanowka (Krasnodar)
Iwanowka (russisch Ивановка) ist ein Chutor (Gehöftsiedlung) in der russischen Region Krasnodar. Der Ort gehört zur Landgemeinde Nowowladimirowskoje sekskoje posselenije im Tbilisski rajon.

## Geographie
Iwanowka liegt am rechten Ufer des Flusses Beissug 21 Kilometer nördlich vom Rajonzentrum Tbilisskaja. Dort befindet sich auch die nächste Bahnstation Gretschischkino an der Strecke von Kropotkin in die Hauptstadt Krasnodar. Der Gemeindesitz Nowowladimirowskaja liegt Iwanowka gegenüber am anderen Ufer des Flusses.

### Bevölkerungsentwicklung
| Jahr | Einwohner |
| ---- | --------- |
| 2002 | 370       |
| 2010 | 313       |

Anmerkung: Volkszählungsdaten